# 21 Virginis
21 Virginis (q Virginis) si trova a circa 261 anni luce di distanza dal Sistema solare ed è una stella bianca di sequenza principale, variabile, con classe spettrale A0V. Possiede una massa 2,5 volte quella solare ed ha un raggio doppio rispetto al Sole. Con una temperatura di oltre 12000 K irradia 46 volte più luce della nostra stella.
21 Virginis, per la sua posizione prossima all'eclittica, è talvolta soggetta ad occultazioni da parte della Luna e, più raramente, dei pianeti, generalmente quelli interni. L'ultima occultazione lunare è stata visibile il 19 dicembre 2011.